# Michaelnbach
Michaelnbach é um município da Áustria localizado no distrito de Grieskirchen, no estado de Alta Áustria.